# Левкип
Вижте пояснителната страница за други личности с името Левкип.
Левкип е древногръцки философ. Приема се, че той пръв изказва хипотезата за атомния строеж на света. Написал е „Големият световен ред“ и „За ума“, но тези трудове не са оцелели до наши дни.
За Левкип говорят древногръцки историци, но Диоген Лаерций споменава, че според Епикур и Хермарх той не е съществувал реално. На Левкип се приписват най-важните аспекти на атомизма. Основен проблем според Левкип е търсенето на единство и многообразие. Единство – от единството на атома, който е олицетворение на пълнотата. Но за да се движат атомите е необходимо да съществува празно пространство. Левкип описва атома като неделима пределно малка частица, от която е създадено цялото многообразие на света. Атомът се намира в непрестанно движение – от него се създават различни комбинации.